# Helvetia, Oregon
Helvetia là một cộng đồng nhỏ chưa hợp nhất nằm trong quận Washington, Oregon, Hoa Kỳ. Nó nằm trong Thung lũng Tualatin dọc theo Quốc lộ Hoa Kỳ 26 ở phía tây bắc Portland. Nó được các di dân Thụy Sĩ đến Oregon đặt tên trong thế kỷ 19. Các nét đặc biệt nổi bật của cộng đồng này gồm có nhà thờ, nghĩa trang, Bảo tàng Rice Mineral, các vườn nho, lò nấu rượu bia, nông trại, và quán rượu.
Loạt phim truyền hình Little People, Big World được quay ở Nông trại Roloff tại Helvetia làm cho nó trở thành một nơi thu hút khách du lịch.